# Njurundabommen
Njurundabommen är en tätort i Sundsvalls kommun, sydöstra Medelpad och kyrkbyn i Njurunda socken. Orten ligger vid E4 ca 15 km söder om Sundsvall.
Njurundabommen ligger på en plats där Ljungan smalnar av innan den svänger norrut och rinner ut i Svartviksfjärden. Genom detta läge var orten historiskt en betydande knutpunkt för samfärdseln mellan Hälsingekusten och Sundvallsområdet.

## Historia

### Etymologi
Förledet Njurunda kommer av sockennamnet. Detta namn (1344 Nyurundum) kommer troligen från ett fjärdnamn, Niurunder, 'den avsmalnande, hopklämda'.
Efterledet bommen kommer av att det här tidigare fanns en träbro över Ljungan, som Njurundas socken hade tillstånd att ta broavgift vid. För detta ändamål hade det satts upp en bom vid bron som orten som växte upp härvid sedermera fick sitt namn av. Bommen togs bort 1897 i samband med att broavgiften avskaffades. Träbron har sedan dess ersatts med en betongbro som idag används som gång- och cykelbro.

### Befolkningsutveckling
2015 räknade SCB bebyggelsen som en del av tätorten Kvissleby
| Befolkningsutvecklingen i Njurundabommen 1960–2020                                    | Befolkningsutvecklingen i Njurundabommen 1960–2020 | Befolkningsutvecklingen i Njurundabommen 1960–2020 | Befolkningsutvecklingen i Njurundabommen 1960–2020 | Befolkningsutvecklingen i Njurundabommen 1960–2020 |
| ------------------------------------------------------------------------------------- | -------------------------------------------------- | -------------------------------------------------- | -------------------------------------------------- | -------------------------------------------------- |
|                                                                                       |                                                    |                                                    |                                                    |                                                    |
| År                                                                                    |                                                    |                                                    | Folkmängd                                          | Areal (ha)                                         |
| 1960                                                                                  | 1960                                               |                                                    | 1 548                                              |                                                    |
| 1965                                                                                  | 1965                                               |                                                    | 1 672                                              |                                                    |
| 1970                                                                                  | 1970                                               |                                                    | 1 901                                              |                                                    |
| 1975                                                                                  | 1975                                               |                                                    | 2 606                                              |                                                    |
| 1980                                                                                  | 1980                                               |                                                    | 3 407                                              |                                                    |
| 1990                                                                                  | 1990                                               |                                                    | 3 243                                              | 277                                                |
| 1995                                                                                  | 1995                                               |                                                    | 2 065                                              | 217                                                |
| 2000                                                                                  | 2000                                               |                                                    | 1 964                                              | 217                                                |
| 2005                                                                                  | 2005                                               |                                                    | 1 959                                              | 218                                                |
| 2010                                                                                  | 2010                                               |                                                    | 1 983                                              | 216                                                |
| 2018                                                                                  | 2018                                               |                                                    | 2 854                                              | 335                                                |
| 2020                                                                                  | 2020                                               |                                                    | 2 793                                              | 335                                                |
| Anm.: Dingersjö utbruten 1995. Sammanvuxen med Kvissleby 2015. Åter egen tätort 2018. |                                                    |                                                    |                                                    |                                                    |

## Idrott
Njurunda SK bedriver sin verksamhet här.
Den kända boulespelaren och GIF-fantasten Kenneth Marell har tidigare varit bosatt i Njurundabommen.

### Njurundabommen i populärkultur
Lars Berghagen sjunger på LP:n "Jennie Jennie" om Evert Evertsson som kom från Njurundabommen.